# Droga wojewódzka nr 339
Droga wojewódzka nr 339 (DW339) – droga wojewódzka o długości 29.2 km łącząca DK5 ze Żmigrodu, do DW338 w m. Wołów. 

## Miejscowości leżące przy trasie DW339
- Żmigród
- Kliszkowice
- Piotrkowice
- Strupina
- Warzęgowo
- Pełczyn
- Straszowice
- Wołów